# وقتی کسی انتظارش را ندارد چه چیزی را باید انتظار داشت
وقتی کسی انتظارش را ندارد چه چیزی را باید انتظار داشت (انگلیسی: What to Expect When No One's Expecting) کتابی است توسط ستون‌نویس ویکلی استاندارد جاناتان وی. لاست در مورد کاهش نرخ زاد و ولد در ایالات متحده آمریکا و سایر نقاط جهان و پیامدهای آن بر جمعیت‌شناسی و عملکرد جامعه و اقتصاد (نسخه گالینگور فوریه ۲۰۱۳، نسخه شومیز ژوئن ۲۰۱۴) به چاپ رسیده‌است.